# Arado
«Ара́до» (нем. Arado Flugzeugwerke GmbH) — немецкая авиастроительная компания, изначально созданная как завод в Варнемюнде, подразделение «Флюгцойгбау Фридрихсгафен», фирмы, производившей во время Первой мировой войны военные самолёты сухопутного базирования и гидросамолёты. Окончательно ликвидирована в 1945 году.

## История

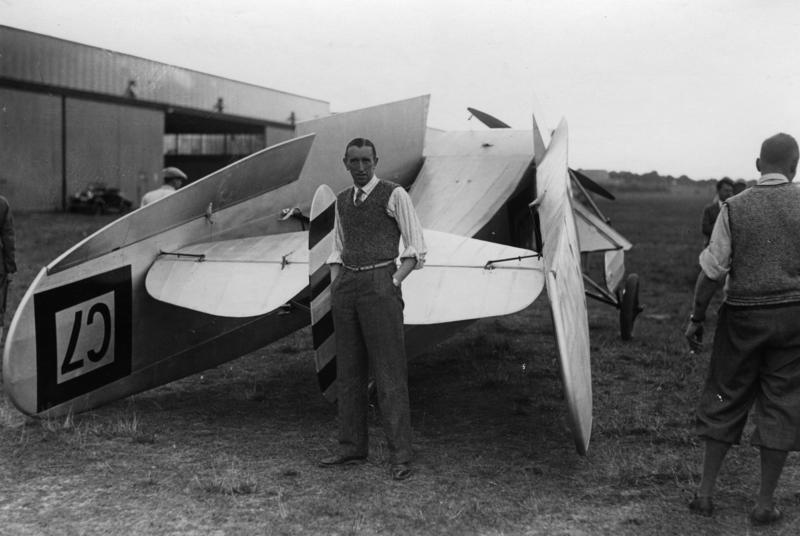
Теодор Остеркамп рядом с Arado L II. Берлин, Deutschlandflug, 1931

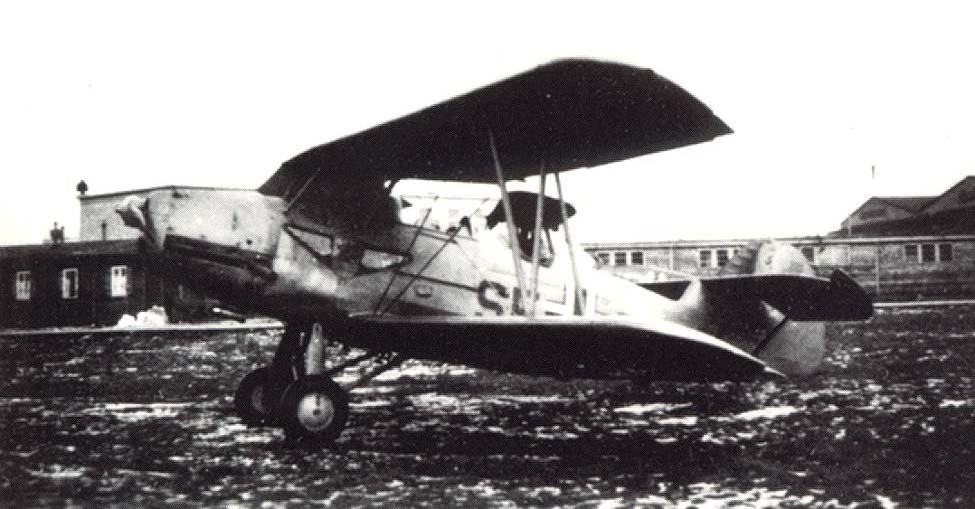
Арадо Ar 66

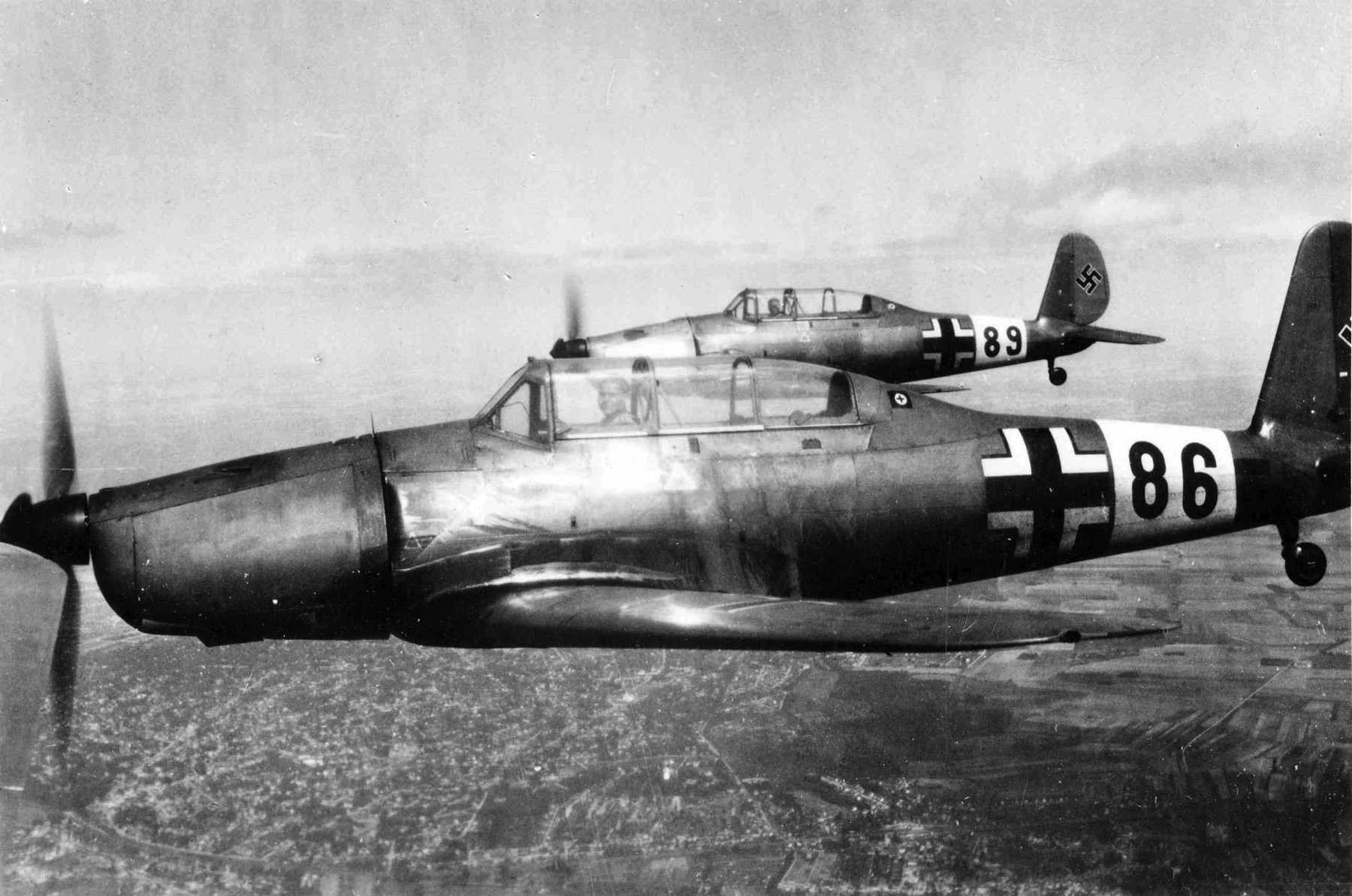
Арадо Ar 96

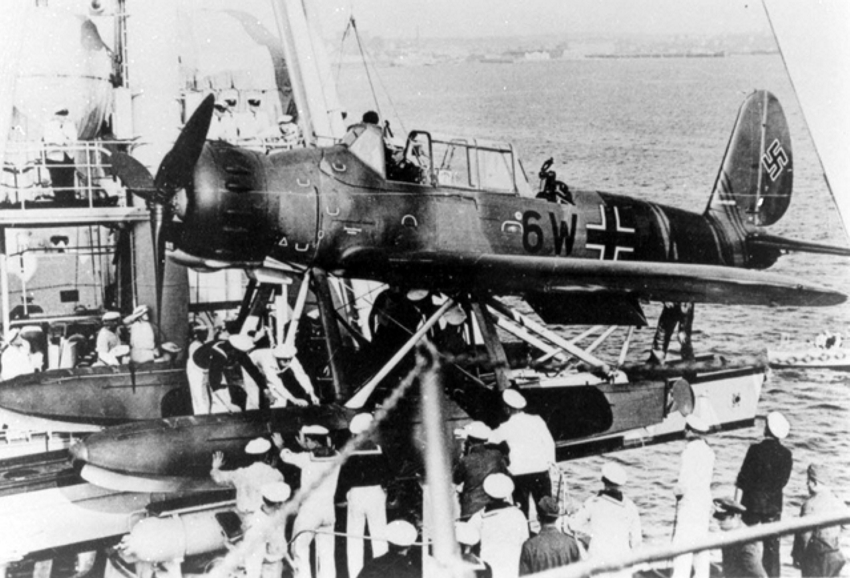
Арадо Ar 196 на борту тяжелого крейсера Адмирал Хиппер

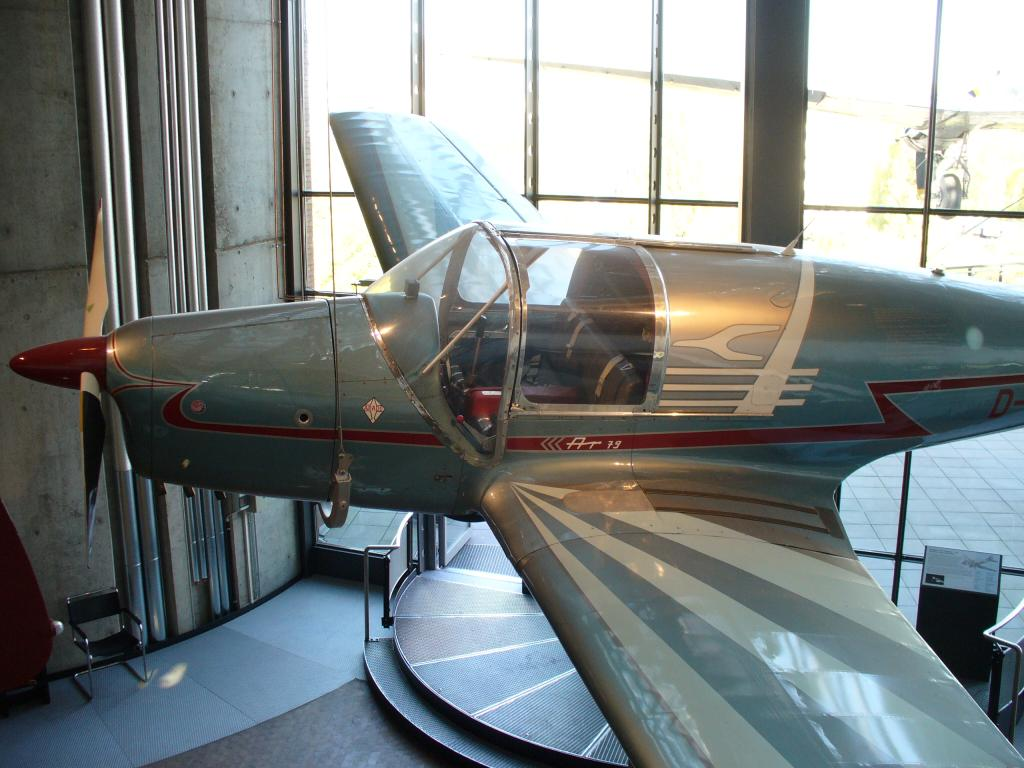
Арадо Ar 79

В 1918 году после поражения Германии в Первой мировой войне «Флюгцойгбау Фридрихсгафен», включая его подразделение «Верфт Варнемюнде дес Флюгцойгбау Фридрихсгафен», прекратили выпуск продукции вследствие ограничений, наложенных Версальским договором.
В 1921 году завод в Варнемюнде был приобретен Генрихом Люббе, который, по некоторой информации, участвовал в разработке первых образцов синхронизатора, устанавливаемого на самолётах Энтони Фоккера в 1914—1915 годах. Главным конструктором завода был назначен Вальтер Ретель, ранее работавший на «Condor» и «Фоккер».
В 1925 году компания присоединилась к Arado Handelsgesellschaft («Торговая Компания Арадо»), которая была основана промышленником Хуго Стиннесом-младшим для прикрытия незаконной торговли военной техникой. Когда в 1933 году в Германии к власти пришла НСДАП, Стиннес эмигрировал, и Люббе взял контроль над компанией. Незадолго до этого Ретеля, ушедшего в Мессершмитт, на посту главного конструктора сменил Уолтер Блум, бывший морской летчик и главный конструктор компании «Альбатрос».
Одним из первых крупных успехов компании стал Арадо Ar 66, который широко использовался немецкими ВВС в качестве учебного самолёта. Фирма также выпускала Ar 65 и Ar 68, которые стали одними из первых истребителей на вооружении Люфтваффе. В 1936 году Имперское министерство авиации (RLM) настояло на том, что Люббе должен вступить в НСДАП чтобы доказать свою лояльность. После отказа присоединиться к нацистской партии Люббе был арестован и вынужден продать компанию государству. Она была переименована в Arado Flugzeugwerke GmbH.
Компания имела производственные мощности в Варнемюнде и Бранденбург-Нейендорфе, а также в Бабельсберге под Берлином.
Во время Второй мировой войны ещё два самолёта компании получили известность: Ar 96, который стал одним из широко используемых учебных самолётов Германии, и гидросамолёт Ar 196, который, в качестве разведывательного, стал стандартным оснащением на всех крупных немецких кораблях. Большинство других разработок Арадо были отвергнуты в пользу проектов конкурирующих фирм, таких как Хейнкель, с тяжёлым бомбардировщиком He 177, для которого Арадо был основным субподрядчиком.
Одним из самых известных самолётов фирмы был Ar 234 Blitz, первый реактивный бомбардировщик. Появившись слишком поздно, чтобы оказать реальное влияние на исход войны, он, тем не менее, стал одним из предвестников будущей реактивной эры.
С августа 1944 года, когда прибыла первая партия из 249 заключенных, и до освобождения советскими войсками в апреле 1945 года, на заводах фирмы работали до 1012 заключенных из Фрайбурга, отделения концентрационного лагеря Флоссенбург. Заключенными были в основном польки и еврейки, переведенные во Фрайбург из Освенцима.
Также компания Арадо производила комплектующие для Focke-Wulf Fw 190.
В октябре 1944 года общее количество работающих на заводах Арадо составляло более 30 тыс. человек.
В 1945 году компания была ликвидирована и прекратила свое существование. Тренировочный самолёт Арадо 96 продолжал выпускаться в Чехословакии на предприятиях Avia и Letov под обозначением Avia C-2B, в течение многих лет после войны.

## Продукция
- Arado L 1
- Arado L II
- Arado S I
- Arado S III
- Arado SC I
- Arado SC II
- Arado SD I
- Arado SD II
- Arado SD III
- Arado SSD I
- Arado V I -
- Arado W 2 -
- Arado Ar 64
- Arado Ar 65
- Arado Ar 66
- Arado Ar 67
- Arado Ar 68
- Arado Ar 69
- Arado Ar 76
- Arado Ar 77
- Arado Ar 79
- Arado Ar 80
- Arado Ar 81
- Arado Ar 95
- Arado Ar 96
- Arado Ar 195
- Arado Ar 196
- Arado Ar 197
- Arado Ar 198
- Arado Ar 199
- Arado Ar 231
- Arado Ar 232
- Arado Ar 233
- Arado Ar 234
- Arado Ar 240
- Arado Ar 296
- Arado Ar 340
- Arado Ar 396
- Arado Ar 432
- Arado Ar 440
- Arado Ar 532

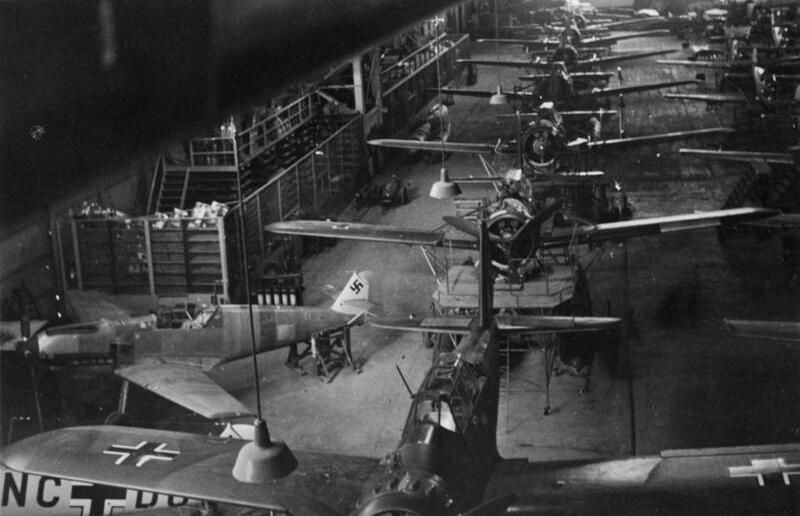
Ar 196 на конвейере в Росток-Варнемюнде, 1939

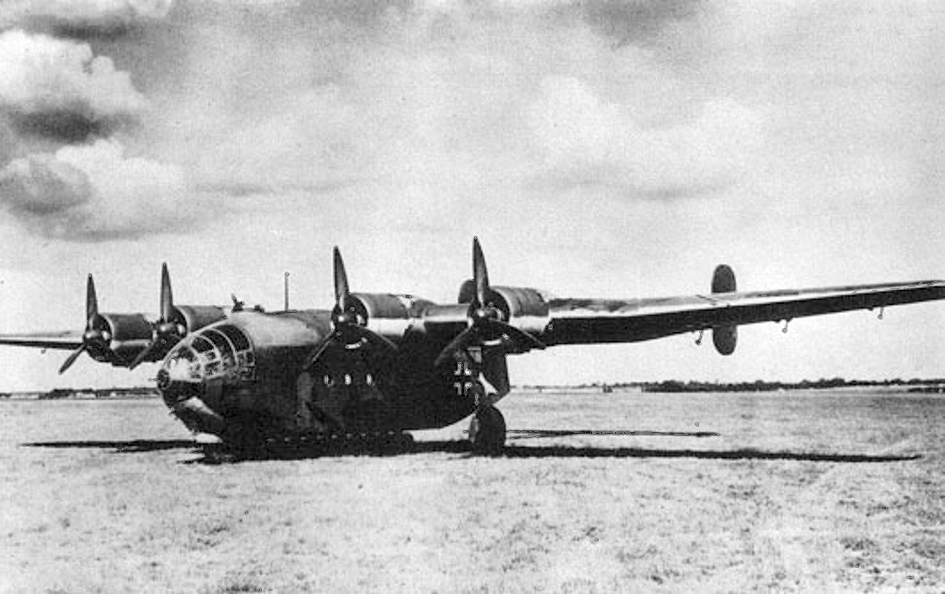
Ar 232

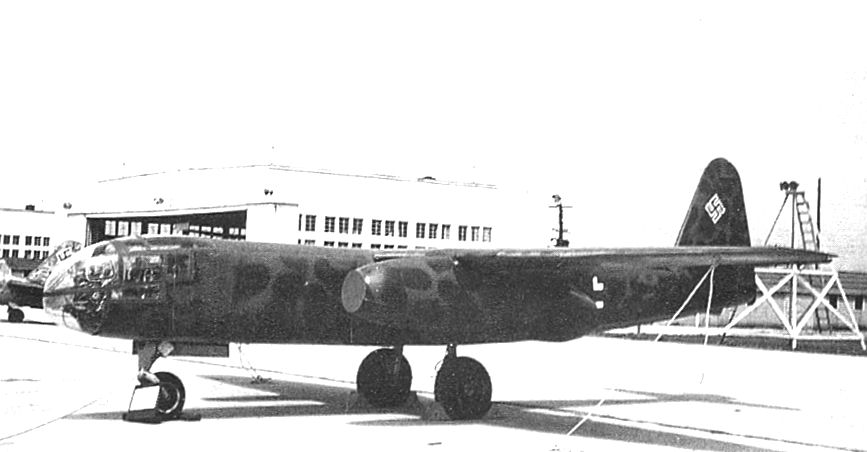
Ar 234 «Blitz»

Проекты разрабатывавшиеся под руководством RLM :
- Арадо Е. 240
- Арадо Е. 300
- Арадо Е. 310
- Арадо Е. 340
- Арадо Е. 370
- Арадо Е. 371
- Арадо Е. 375
- Арадо Е. 377
- Арадо е. 377ª
- Арадо Е. 380
- Арадо Е. 381-I
- Арадо Е. 381-II
- Арадо Е. 381-III
- Арадо Е. 385
- Арадо Е. 390
- Арадо Е. 395
- Арадо Е. 396
- Арадо Е. 401
- Арадо Е. 430
- Арадо Е. 432
- Арадо Е. 433
- Арадо Е. 440
- Арадо Е. 441
- Арадо Е. 470
- Арадо Е. 480
- Арадо Е. 490
- Арадо Е. 500
- Арадо Е. 530
- Арадо Е. 532
- Арадо Е. 555
- Арадо Е. 560
- Арадо Е. 561
- Арадо Е. 580
- Арадо Е. 581.4
- Арадо Е. 581.5
- Арадо Е. 583
- Арадо Е. 625
- Арадо Е. 632
- Арадо Е. 651
- Арадо Е. 654